# Grzegrzółki
Grzegrzółki (deutsch Kukukswalde) ist ein Dorf in der polnischen Woiwodschaft Ermland-Masuren. Es gehört zur Gmina Pasym (Stadt-und-Land-Gemeinde Passenheim) im Powiat Szczycieński (Kreis Ortelsburg).

## Geographische Lage
Grzegrzółki liegt in der südlichen Mitte der Woiwodschaft Ermland-Masuren, 16 Kilometer nordwestlich der Kreisstadt Szczytno (deutsch Ortelsburg).

## Geschichte
Das ursprünglich Camalwen, nach 1820 Kuckuckswalde genannte Dorf wurde im Jahre 1412 gegründet. Im Gründungsprivileg heißt es: Handfeste über das Gut Camalwen, alias Kukukswalde. – Hochmeister Heinrich von Plauen dem Schultheiß Johann Petzold, seinen Erben und Nachkömmlingen, um seiner getreuen Dienste Willen, die er unserem Orden getan hat und noch tun soll, dreißig Huben, gelegen im Felde von Camalwen frei erblich und ewiglich zu köllmischen Recht zu besitzen und zu gebrauchen. Dazu verleihen wir ihm auch die freie Fischerei im See, genannt Cromowin (später Waldsee) mit kleinem Gezeuge zu Tisches Notdurft und nicht zu verkaufen. – Marienburg, Sonntag Quasimodogeniti 1412.
Von dem genannten Johann Petzold kaufte der Komtur von Elbing (polnisch Elbląg) das Gut und verlieh es 1448 wiederum der Stadt Passenheim (Pasym). Im 17. Jahrhundert wurde der Ort als Adliges Dorf Kukukswalde verzeichnet, denn ein großer Teil der Ländereien gehörte zum Nachbargut Malschöwen (polnisch Małszewko), das den Herren von Frankenstein zu Eigen war. 1830 waren im Dorf 22 Köllmer vorhanden, und nach der Separation 1862 gab es in Kukukswalde 32 Bauernhöfe.
Zwischen 1874 und 1945 war Kukukswalde in den Amtsbezirk Klein Rauschken (polnisch Rusek Mały) im ostpreußischen Kreis Ortelsburg eingegliedert. Die Zahl der Einwohner belief sich 1910 auf 355, 1933 auf 314 und 1939 noch auf 305.
Als 1945 in Kriegsfolge Kukukswalde mit dem gesamten südlichen Ostpreußen an Polen überstellt wurde, erhielt das Dorf die polnische Namensform „Grzegrzółki“. Heute ist es Sitz eines Schulzenamtes (polnisch Sołectwo) und als solches eine Ortschaft im Verbund der Stadt-und-Land-Gemeinde Pasym (Passenheim) im Powiat Szczycieński (Kreis Ortelsburg), bis 1998 der Woiwodschaft Olsztyn, seither der Woiwodschaft Ermland-Masuren zugehörig. Im Jahre 2011 zählte Grzegrzółki 163 Einwohner.

## Kirche
Bis 1945 war Kukukswalde in die evangelische Kirche Passenheim in der Kirchenprovinz Ostpreußen der Kirche der Altpreußischen Union sowie in die römisch-katholische Pfarrei in Passenheim im damaligen Bistum Ermland eingepfarrt.
Der Bezug zu der jetzt Pasym genannten Stadt besteht auch heute noch: zur evangelischen Kirche Pasym, jetzt in der Diözese Masuren der Evangelisch-Augsburgischen Kirche in Polen, sowie zur katholischen Kirche der Stadt, jetzt dem Erzbistum Ermland zugeordnet.

## Schule
Eine Schule war in Kukukswalde während der Regierung König Friedrich Wilhelms I. gegründet worden. Das massive Schulgebäude entstand wohl 1885.

## Verkehr
Grzegrzółki liegt an einer Nebenstraße, die von Pasym (Passenheim) nach  Dźwierzuty (Mensguth) führt und die beiden polnischen Landesstraßen DK 53 (einstige deutsche Reichsstraße 134) und DK 57 (Reichsstraße 128) miteinander verbindet. Außerdem endet innerorts eine von Barczewo (Wartenburg in Ostpreußen) über Krupoliny (Kroplainen) und Giławy (Gillau) kommende Nebenstraße.
Eine Anbindung an den Bahnverkehr besteht nicht.